# Józef Makosz
Józef Antoni Makosz (ur. 9 września 1952 w Rybniku) – polski nauczyciel, przedsiębiorca i samorządowiec, w latach 1990–1998 prezydent Rybnika.

## Życiorys
W 1977 ukończył filologię romańską na Wydziale Filologicznym Uniwersytetu Śląskiego, następnie przez trzy lata pracował jako nauczyciel języka francuskiego w liceum ogólnokształcącym.
Na początku lat 80. zaangażował się w działalność „Solidarności”. Wszedł m.in. w skład prezydium zarządu Regionu Śląsko-Dąbrowskiego związku. Po wprowadzeniu stanu wojennego internowano go na okres od 16 grudnia 1981 do 24 lipca 1982.
Po zwolnieniu w związku z niemożnością powrócenia do zawodu nauczyciela rozpoczął prowadzenie własnego zakładu stolarskiego. W latach 1990–1998 sprawował urząd prezydenta Rybnika. Zajął się później ponownie własną działalnością gospodarczą. W 2002 z ramienia Rybnickiej Inicjatywy Obywatelskiej uzyskał mandat radnego, z którego zrezygnował jednak w połowie kadencji.
Kandydował z własnego komitetu do Senatu w jednomandatowym okręgu rybnickim w 2011 (uzyskał 14,87% głosów, co dało mu przedostatnie, 4. miejsce) i w wyborach uzupełniających w 2013 (uzyskał 19,59% głosów, co dało mu 2. miejsce spośród 8 kandydatów).
W 2019 odznaczony Krzyżem Wolności i Solidarności.